# Crinum stuhlmannii
Crinum stuhlmannii är en amaryllisväxtart som beskrevs av John Gilbert Baker. Crinum stuhlmannii ingår i släktet Crinum, och familjen amaryllisväxter.

## Underarter
Arten delas in i följande underarter:
- C. s. delagoense
- C. s. stuhlmannii